# Zbór Chrześcijańskiej Wspólnoty Zielonoświątkowej w Lubsku
Zbór Chrześcijańskiej Wspólnoty Zielonoświątkowej w Lubsku – zbór  Chrześcijańskiej Wspólnoty Zielonoświątkowej działający w Lubsku.

## Historia
W 1946 zainaugurowane zostało prowadzenie nabożeństw ewangelicznych w prywatnym domu w Dąbrowcu, w których udział brali członkowie kilku rodzin. Po 1957 odbywały się one również okazjonalnie w domach w Mokrej oraz Grodziszczu. Dzięki prowadzonej działalności ewangelizacyjnej w 1958 nabożeństwa rozpoczęto organizować także w mieszkaniu w Brodach, a uczestniczący w nich wierni zajmowali się działaniami misyjnymi pośród mieszkańców okolicznych wsi, w związku z czym w niedługim czasie do wspólnoty dołączali kolejni członkowie.
Pierwszy chrzest w tutejszej społeczności wierzących miał miejsce we wsi Białków. Na skutek donosu osób niezwiązanych ze wspólnotą na miejsce uroczystości przybyła jednostka milicji, która dokonała przewiezienia znacznej części uczestników zgromadzenia na posterunek, skąd wkrótce zostali zwolnieni.
Po 1961 nabożeństwa rozpoczęto prowadzić również w Datyniu, Jasienicy i Kole. Członkowie wspólnoty doświadczali represji ze strony mieszkańców należących do innych związków wyznaniowych. W akcie zemsty za przechodzenie wiernych jednego z nich do społeczności ewangelicznej doszło do podpalenia stodoły należącej do członka grupy.
Po ukonstytuowaniu się tu samodzielnego zboru jego pierwszym pastorem został Mikołaj Michaliszyn. W powołano również Michała Sawrona i Józefa Michaliszyna na stanowiska diakonów. W 1972 rozpoczęto prowadzenie comiesięcznych nabożeństw niedzielnych w mieszkaniu jednej z wiernych na terenie Lubska oraz nabożeństw tygodniowych, które miały miejsce w mieszkaniu pastora przy ul. Wiosny Ludów w Lubsku. Działalność ewangelizacyjna prowadzona była przez Mikołaja Michaliszyna pośród jego współpracowników w Lubskich Zakładach Przemysłu Wełnianego „Luwena”, z których część doświadczyła nawrócenia i przyłączyła się do zboru.
W 1977 podjęta została decyzja o budowie domu modlitwy zlokalizowanego przy ul. Polskiej Zjednoczonej Partii Robotniczej. W 1980 obiekt został otwarty po trwających trzy lata pracach. Uroczystość jego uruchomienia miała miejsce podczas trwającego tu zjazdu młodzieżowego. Od tego momentu nabożeństwa rozpoczęto prowadzić wyłącznie w Lubsku. Zaczęły się one tu odbywać regularnie w każdą niedzielę i zgromadzają od tej pory także wiernych zamieszkałych poza miastem. W 1981 przełożonym zboru został Tadeusz Szpakowski. W Lubsku prowadzone były coroczne zjazdy młodzieżowe, gromadzące wiernych z terenu całego kraju.
W 1995 zdecydowano o powstaniu nowego, obszerniejszego budynku domu modlitwy przy ul. Budowlanych. W 1997 dokonano wylania jego fundamentów. W okresie tym kontynuowano działalność ewangelizacyjną oraz organizowano spotkania młodzieżowe, dzięki czemu miejscowa wspólnota powiększała się liczebnie. Wiosną 2002 miało miejsce pierwsze nabożeństwo w nowym domu modlitwy.
We wrześniu 2003 pastorem zboru został Mariusz Sawron, a stanowiska diakonów objęli Jarosław Kaczkowski, Marcin Paniczko i Piotr Sawron. W kolejnych latach działalność przy zborze zainaugurował chór.